# 暗紫贝母
暗紫贝母（学名：Fritillaria unibracteata）为百合科贝母属下的一个种。

## 扩展阅读
- 維基物種上的相關：暗紫贝母